# Clive Wilderspin
Clive Eric Wilderspin (Perth, 3 aprile 1930 – 13 novembre 2021) è stato un tennista australiano.

## Biografia
Nato e cresciuto a Perth, la sua vita è stata profondamente legata con l'Australia Occidentale, è stato numero uno dello stato dal 1946 al 1959 e nuovamente dal 1961 al 1963 venendo introdotto nella Western Australian Hall of Fame nel 1988.

## Carriera
Si fa notare già a livello giovanile, durante gli Australian Championships 1949 ha vinto i tornei riservati ai ragazzi sia nel singolare che nel doppio in coppia con John Blacklock. Nel 1953 è stato incluso tra i migliori tennisti australiani destinati ad affrontare il viaggio per competere nei tornei europei, il risultato più importante è stata la finale di doppio raggiunta al Roland Garros in coppia con Mervyn Rose. Ha disputato una seconda finale Slam l'anno successivo quando, in coppia con Neale Fraser, è stato sconfitto nell'incontro decisivo agli Australian Championships dalla coppia formata da Rex Hartwig e Mervyn Rose.

## Finali nei tornei del Grande Slam

### Doppio

#### Finali perse (2)
| Anno | Torneo                    | Superficie    | Compagno     | Avversari in finale     | Punteggio     |
| 1953 | Internazionali di Francia | Terra battuta | Mervyn Rose  | Lew Hoad Ken Rosewall   | 2–6, 1–6, 1–6 |
| 1954 | Australian Championships  | Erba          | Neale Fraser | Rex Hartwig Mervyn Rose | 3–6, 4–6, 2–6 |